# Rhododactyla elicrina
Rhododactyla elicrina är en fjärilsart som beskrevs av Felder 1874. Rhododactyla elicrina ingår i släktet Rhododactyla och familjen nattflyn. Inga underarter finns listade.